# Schortewitz
Schortewitz è una frazione del comune tedesco di Zörbig, nel land della Sassonia-Anhalt.
Fino al 28 febbraio 2009 ha costituito un comune autonomo.